# Citrato de plata

Citrato de plata

Citrato de plata, sal formada por la reacción de ácido cítrico sobre óxido o sulfato de plata, algo soluble en agua y muy soluble en ácido cítrico, disuelto, reacciona ligeramente con el plomo y el aluminio formando una capa delgada de plata.

## Reacción más común en plomo metálico
- Reacción del Citrato de plata disuelto en agua o ácido cítrico con plomo puro.

(CITR)Ag + Pb → (CITR)AgPb + PbAg
Donde CITR es ácido cítrico, Pb es plomo y Ag es plata
- Datos: Q2974473